# Lều chõng (phim truyền hình)
Lều chõng là một bộ phim truyền hình được thực hiện bởi Hãng phim Truyền hình Thành phố Hồ Chí Minh, Đài Truyền hình Thành phố Hồ Chí Minh do NSƯT Nguyễn Thanh Vân làm đạo diễn. Phim được chuyển thể từ tiểu thuyết cùng tên của nhà văn Ngô Tất Tố. Phim phát sóng vào lúc 18h00 từ Chủ Nhật đến thứ 4 hàng tuần bắt đầu từ ngày 31 tháng 8 năm 2010 và kết thúc vào ngày 10 tháng 10 năm 2010 trên kênh HTV9.

## Nội dung
Lấy bối cảnh về câu chuyện của những sĩ tử trong khoa thi cuối cùng dưới triều Nguyễn, ở một làng quê nọ, có anh khóa sinh Trần Đằng Long đỗ quan Nghè, mang lại vinh hiển cho dòng tộc. Thế nhưng, ngày vinh quy bái tổ, Đằng Long đã "tham phú phụ bần", bội ước với tiểu thư Ngọc giỏi giang xinh đẹp để thành hôn với một người đàn bà giàu sang khác. Nỗi đau ập đến bất ngờ, cô con gái nhà cụ Bảng như trở nên điên dại. Nhìn con đau khổ, cụ Bảng quyết định tìm cho con gái một ý trung nhân khác, đó là cậu học trò nghèo Vân Hạc. Khỏi bệnh, cô quyết định sẽ nuôi chồng ăn học. Từ đó, Ngọc ngày đêm tảo tần nuôi chồng ăn học. Nhưng số kiếp lận đận, giấc mộng Nam Kha của cô không thành sự thật...

## Diễn viên
- Trần Chí Trung trong vai Vân Hạc
- Thiện Tùng trong vai Khắc Mẫn
- Duy Khoa trong vai Đốc Cung
- Thu Trang trong vai Ngọc[8]
- Bảo Yến trong vai Bích
- NSƯT Khôi Nguyên trong vai Đồ Vân Trình
- NSND Như Quỳnh trong vai Bà Đồ
- Mạnh Quân trong vai Trần Đằng Long
- Mai Thúy trong vai Cô Thúy
- NSƯT Diễm Lộc trong vai Bà Cống
- NSƯT Anh Thái vai Cụ Bảng
- Tiến Quang trong vai Hải Âu
- Anh Tuấn trong vai Đoàn Bằng
- Huyền Trang trong vai Kim
- Tạ Am trong vai Bá hộ Kim
- Tuấn Thanh trong vai Tiêm Hồng
- Mai Ngọc Căn trong vai Cụ Năm
- Trần Chí Thành trong vai Cương Phượng
- Trần Anh Dũng trong vai Cố Ông

Cùng một số diễn viên khác....

## Giải thưởng
| Năm  | Giải thưởng         | Hạng mục                | (Người) đề cử         | Kết quả       | Tham khảo         |
| ---- | ------------------- | ----------------------- | --------------------- | ------------- | ----------------- |
| 2010 | Giải Cánh diều 2009 | Đạo diễn xuất sắc       | NSƯT Nguyễn Thanh Vân | Đoạt giải     | [ 1 ] [ 2 ] [ 9 ] |
| 2010 | Giải Cánh diều 2009 | Phim truyện truyền hình | —                     | Cánh diều bạc | [ 1 ] [ 2 ] [ 9 ] |